# Шевченковское (Новониколаевский район)
Шевченковское (укр. Шевченківське) — село,
Зеленовский сельский совет,
Новониколаевский район,
Запорожская область,
Украина.
Код КОАТУУ — 2323681306. Население по переписи 2001 года составляло 258 человек.

## Географическое положение
Село Шевченковское находится на расстоянии в 1 км от села Благодатное и в 1,5 км от села Зелёное.
По селу протекает пересыхающий ручей с запрудой.
Рядом проходит автомобильная дорога Н-15.

## История
- 1923 год — дата основания как село Анновка.